# Tapisserie des Cerfs ailés
La tapisserie des Cerfs ailés est une tapisserie du milieu XVe siècle conservée dans la salle Deville du musée des Antiquités de Rouen.

## Datation
Cette tapisserie date de la fin du règne de Charles VII (1422-1461), période d'apaisement et de floraison artistique après la fin de la guerre de Cent Ans. La tapisserie est très appréciée à cette époque tant pour décorer les murs des riches demeures que pour réchauffer les intérieurs. Les scènes représentées sont soit religieuses, soit profanes. L’emblématique est très présente dans les tapisseries à une époque où la production artistique est le fait de riches commanditaires ; ces derniers font figurer sur les œuvres les armes et emblèmes qui les représentent.

## Histoire
Son commanditaire pourrait être un proche de Charles VII resté fidèle à la couronne. La tapisserie des Cerfs ailés a perdu au cours de son histoire sa partie gauche et son bord inférieur. Elle a probablement été réalisée dans un des grands ateliers de tapisserie du nord de la France ou des anciens Pays-Bas (Arras, Lille, Bruxelles, Bruges, Tournai). 
On ignore l’histoire de cette tapisserie avant son achat en 1892 par le musée départemental des antiquités de la Seine-Maritime. 
En 2010, cette tapisserie fut présentée en ouverture de l'exposition France 1500, entre Moyen Âge et Renaissance aux Galeries nationales du Grand Palais.

## Description
La Tapisserie des Cerfs ailés est une vaste pièce de laine et de soie (3,47 m x 3,80 m). Elle représente trois cerfs ailés, emblèmes du roi de France depuis Charles VI. Des couronnes et des blasons aux armes de France – trois fleurs de lys sur fond azur – pendent à leur cou. L’un des cerfs est couché au milieu d’un enclos et tient entre ses pattes un étendard rouge orné de soleils d’or et où est figuré saint Michel, protecteur du royaume de France, terrassant le dragon. 
Autour de la hampe de la bannière et de part et d'autre des trois cerfs, on peut lire sur trois banderoles les inscriptions suivantes : 
- Cest estandart / est une enseigne/ Qui aloial francois enseigne/ de jamais ne la bandonner/ sil ne veult son / bonneur [b pour h] donner.
- Armes porte [très glo]rieuses/ Et sur toutes victorieuses.
- Si noble na / dessoubz les cieulx [Je] ne pourroye /[por]ter mieulx.

Les animaux sont représentés dans un décor naturel foisonnant, semé de fleurs et de buissons, dans la tradition des tapisseries à “millefleurs” très appréciées au Moyen Âge. 
Ce décor a en outre un sens héraldique, iris et roses étant des attributs de Charles VII. L’ensemble se détache sur fond de paysage maritime.

## Interprétation
- Les deux cerfs qui s'apprêtent à entrer dans l’enclos symbolisent la Normandie et la Guyenne, deux provinces reprises aux Anglais suite les batailles de Formigny (1450) et Castillon (1453), batailles marquant le triomphe définitif du royaume de France sur celui d'Angleterre à l'issue de la guerre de Cent Ans. Ceci permet de dater l’œuvre entre 1453 et 1461 (mort de Charles VII).
- Devant l’enclos, deux lions paraissent rugir : ils pourraient symboliser les Anglais vaincus.
- Les trois banderoles jouant le rôle de phylactères exaltent la victoire du royaume de France et le prestige de ses armes. Elles engagent les Français à demeurer fidèles au roi de France et à ne pas se soumettre aux Anglais.